# Pseudoleria placata
Pseudoleria placata är en tvåvingeart som först beskrevs av Frederick Wollaston Hutton 1901.  Pseudoleria placata ingår i släktet Pseudoleria och familjen myllflugor. Inga underarter finns listade i Catalogue of Life.